# Тетраэдр Рёло

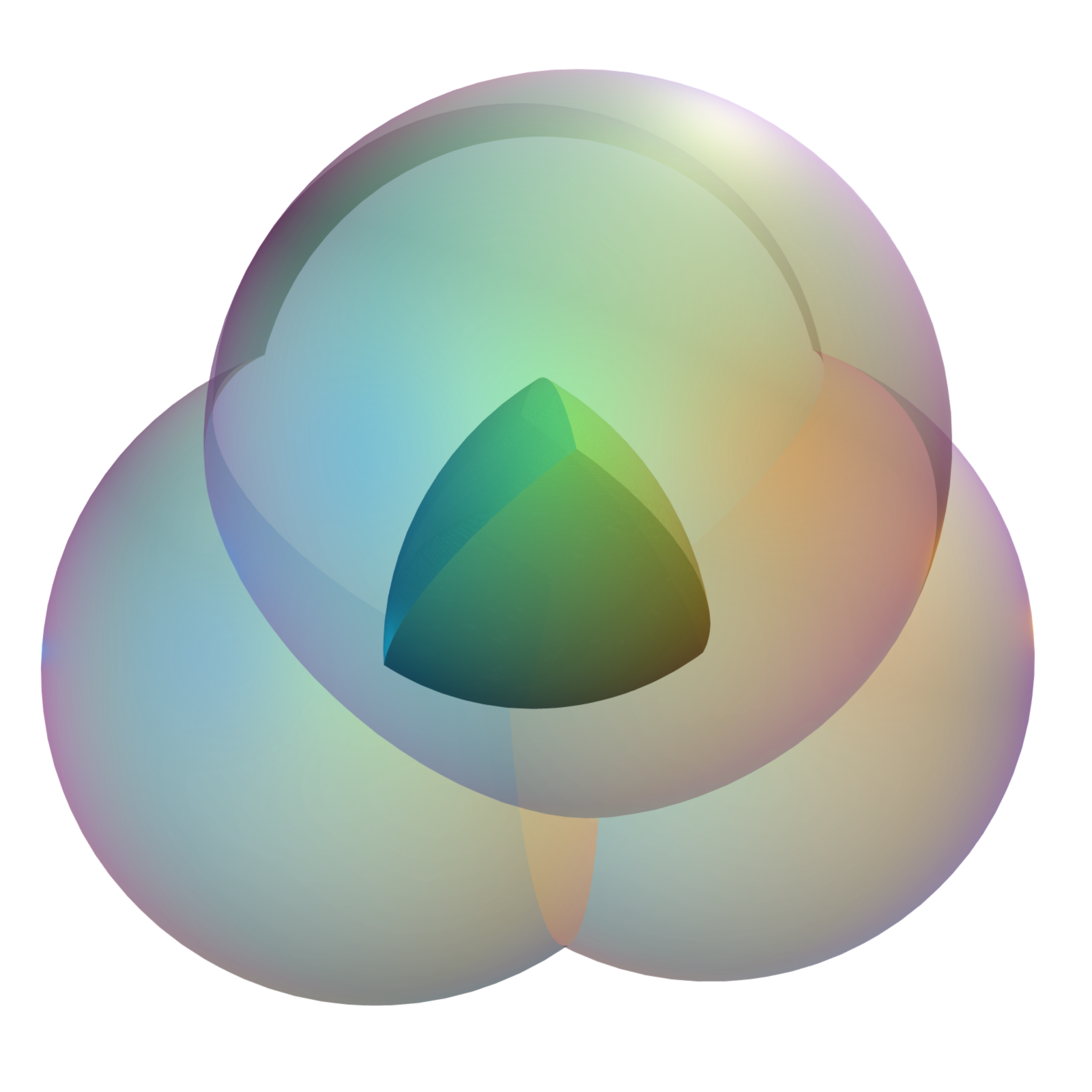
Тетраэдр Рёло

Тетра́эдр Рёло́ — тело, являющееся пересечением четырёх одинаковых шаров, центры которых расположены в вершинах правильного тетраэдра, а радиусы равны стороне этого тетраэдра. Это тело является пространственным аналогом треугольника Рёло как пересечения трёх кругов на плоскости.
Однако, в отличие от треугольника Рёло, тетраэдр Рёло не является телом постоянной ширины: расстояние между серединами противоположных граничных криволинейных рёбер, соединяющих его вершины, в
{\displaystyle {\sqrt {3}}-{\frac {\sqrt {2}}{2}}=1{,}02494\ldots }
раз больше, чем ребро исходного правильного тетраэдра.

## Тела Мейсснера
Тетраэдр Рёло можно видоизменить так, чтобы получившееся тело оказалось телом постоянной ширины. Для этого в каждой из трёх пар противоположных криволинейных рёбер одно ребро определённым образом «сглаживается». Получающиеся таким способом два различных тела (три ребра, на которых происходят замены, могут быть взяты либо исходящими из одной вершины, либо образующими треугольник) называются телами Мейсснера, или тетраэдрами Мейсснера. Сформулированная Томми Боннесеном и Вернером Фенхелем в 1934 году гипотеза утверждает, что именно эти тела минимизируют объём среди всех тел заданной постоянной ширины, однако (по состоянию на 2019 год) эта гипотеза не доказана.